# Hellfire Club
Hellfire Club je šesté studiové album německé powermetalové/hardrockové hudební skupiny Edguy. Vydáno bylo 15. března 2004 vydavatelstvím Nuclear Blast, přičemž se jedná o první studiovou desku skupiny vydanou pod touto společností. Na albu je stejně jako na předchozí desce Mandrake (2001) patrný odklon od speed metalu a power metalu k hard rocku a heavy metalu, tentokrát je ovšem mnohem silnější. Desku, stejně jako předchozí nahrávky skupiny, smíchal ve Finsku zvukový technik Mikko Kamila. Skupina mu ji ovšem poslala až na poslední chvíli, čímž neměl Kamila na konečný mix tolik času a podle zpěváka Tobiase Sammeta kvůli tomu znějí hardrockové písně stejně jako metalové.
Název alba odkazuje ke stejnojmenné tajné chatě v Anglii v 18. století. V ní se podle Sammeta sházeli muži z vysokých společenských vrstev a společně zde pili, hodovali a provozovali orgie. Hellfire Club se po vydání umístilo na čtvrté pozici v německé hitparádě Media Control Charts.

## Seznam skladeb
Všechny skladby napsal(i) Tobias Sammet, není-li uvedeno jinak. 
| Pořadí         | Název                     | Autor               | Délka |
| -------------- | ------------------------- | ------------------- | ----- |
| 1.             | Mysteria                  | Sammet, Jens Ludwig | 5:45  |
| 2.             | The Piper Never Dies      |                     | 10:07 |
| 3.             | We Don't Need a Hero      |                     | 5:31  |
| 4.             | Down to the Devil         |                     | 5:28  |
| 5.             | King of Fools             |                     | 4:22  |
| 6.             | Forever                   |                     | 5:41  |
| 7.             | Under the Moon            | Sammet, Ludwig      | 5:05  |
| 8.             | Lavatory Love Machine     |                     | 4:26  |
| 9.             | Rise of the Morning Glory |                     | 4:40  |
| 10.            | Lucifer in Love           |                     | 0:32  |
| 11.            | Navigator                 | Sammet, Ludwig      | 5:23  |
| 12.            | The Spirit Will Remain    |                     | 4:13  |
| Celková délka: | Celková délka:            | Celková délka:      | 61:13 |

| Bonus          | Bonus                                                        | Bonus          | Bonus |
| Pořadí         | Název                                                        | Autor          | Délka |
| -------------- | ------------------------------------------------------------ | -------------- | ----- |
| 13.            | Children of Steel (původně vydáno na demu Children of Steel) |                | 4:03  |
| 14.            | Mysteria (feat. Mille Petrozza)                              | Sammet, Ludwig | 5:32  |
| 15.            | Heavenward (demo verze písně „Navigator“)                    | Sammet, Ludwig | 5:17  |
| Celková délka: | Celková délka:                                               | Celková délka: | 76:05 |

## Obsazení
- Tobias Sammet – zpěv, klávesy
- Jens Ludwig – hlavní kytara
- Dirk Sauer – rytmická kytara
- Tobias Exxel – baskytara
- Felix Bohnke – bicí

Hosté
- Mille Petrozza – zpěv
- Michael Rodenberg – klaviatura
- Amanda Somerville, Oliver Hartmann, Ralf Zdiarstek, Thomas Rettke, Daniel Schmitt – doprovodný zpěv